# Lacrimi de iubire (serial)
Lacrimi de iubire este un serial TV din România, care a debutat pe 19 septembrie 2005 pe canalul Acasă TV.
Filmările au fost făcute la studiourile MediaPro Pictures Buftea.
A fost difuzat timp de 8 luni, având 200 de episoade.

## Povestea
Familia Varlam se numără printre cele mai bogate familii din România, mai ales că Grigore Varlam (Constantin Cotimanis), capul familiei, este un om de afaceri care a creat un adevărat imperiu. El este recăsătorit cu Simona (Carmen Tănase), care și-a împlinit astfel visul de a trăi în confort, într-o vilă luxoasă. Mihai (Lucian Viziru), fiul Simonei din prima căsătorie este un băiat timid, cu principii solide, care tocmai se întoarce de la o specializare din străinătate. Caracterul lui liniștit nu-l ajută să-și înfrunte părinții în probleme sentimentale, mai ales că aceștia doresc foarte mult să-l însoare cu Sonia (Nicoleta Luciu) care provine dintr-o familie cu multe relații și putere. 
Problemele familiei Varlam abia încep, pentru că mai este și Nicole (Mihaela Bărluțiu), fiica lui Grigore și sora vitregă a lui Mihai, o fată foarte frumoasă, dar răsfățată, crescută în lux și obișnuită să obțină tot ceea ce își propune.
Într-o zi, Varlam cumpără un imobil și, pentru a evacua și singura familie rămasă, îi oferă Elenei Savu (Rodica Negrea) o slujbă de bucătăreasă la el în casă. Femeia se mută aici împreună cu copiii ei, Maia (Nicole Gheorghiu), elevă în clasa a 12-a, și Ionuț (Alexandru Barba), elev în clasa a 5-a. 
Un alt personaj principal este Andrei Popa (Dan Bordeianu), student la Teatru, un tânăr talentat, cu personalitate puternică, ce își adoră mama, pe Angela (Cezara Dafinescu) cu care locuiește. Ei se descurcă destul de bine, chiar dacă Anghel (Gheorghe Visu), tatăl lui Andrei, și-a părăsit familia.
Andrei o curtează pe Nicole, însă Grigore nu-l consideră un candidat potrivit la mâna fiicei lui. Alexandra (Adela Popescu) este și ea studentă, locuiește la Cluj, mai ales din cauza Amaliei (Elvira Deatcu), noua soție a tatălui ei, care a reușit să pună mâna pe afacerile familiei, dar se muta la Bucuresti cand tatal acesteia, Octav (Florin Piersic) este pe moarte. 
Este revelat că Anghel și Simona sunt frați; ei se luptă pentru pământul lui Anghel care a fost luat de Varlam. Nicole il intalneste pe Max (Augustin Viziru), iar aceasta il pune sa o ”violeze”, acestia intragostindu-se unul de altul. Max ajunge la inchisoare dupa ceva timp pentru ca este acuzat de trafic de droguri.  Mihai se căsătorește cu Alexandra, acestia fiind de comun acord ca relatia lor sa fie una fictiva, pentru a se apropia de averea lui Varlam. Angela moare. Niște hoți intră în casă peste Tatiana (Carmen Ionescu), o bat iar ea suferă un șoc și este dusă la spital în stare gravă, apoi la ospiciu. In final Maia si Mihai se casatoresc si au un copil impreuna, Alexandra preia averea lui Varlam, tatal Soniei este omorat, Lili se casatoreste cu Horia si se presupune ca Varlam si Amalia, amanta lui, mor intr-un accident aviatic.

## Distribuția
- Adela Popescu – Alexandra Mateescu, protagonista
- Dan Bordeianu – Andrei Popa, protagonist
- Lucian Viziru – Mihai Teodoru, co-protagonist
- Nicole Gheorghiu – Maia Savu, co-protagonista
- Mihaela Bărluțiu – Nicole Varlam
- Carmen Tănase – Simona Teodoru Varlam
- Bebe Cotimanis – Grigore Varlam, antagonist principal
- Elvira Deatcu – Amalia Mateescu, Cazacu, antagonista principala
- Rodica Negrea – Elena Savu, co-protagonistă
- Gheorghe Visu – Anghel Popa
- Cezara Dafinescu – Angela Popa, co-protagonista
- Sebastian Papaiani – Nea' Tache, co-protagonist
- Florin Piersic – Octav Mateescu,Titus Mateescu, co-protagonist
- Ioana Ginghină – Lili Savu
- Alexandru Barba – Ionuț Savu, co-protagonist
- Nicoleta Luciu – Sonia Ghițescu, antagonista
- Andrei Aradits – Vladi Jianu, antagonist
- Adrian Ștefan – Horia Leventiu
- Gelu Nițu – Cornel Ghițescu , antagonist
- Carmen Ionescu – Tatiana Ghițescu, antagonista
- Luminita Erga – "Lucreția Stamate", antagonista
- Octavian Strunilă – Stelică
- Augustin Viziru – Max
- Andreea Doinea – Dorina
- Geo Dobre – Comisarul Olteanu
- Adelaida Zamfira – Secretara Eva, co-protagonista
- Alexandra Pirici – Mimul 1 (Liza)
- Radu Romanciuc – Mimul 2 (Radu)
- Gabriel Florea – Inspectorul Florica
- Virginia Rogin – "Sabina", antagonista
- Valentin Rupiță – Titi Burghiu
- Nicodim Ungureanu – "Barosul". antagonist
- Bogdan Vodă – Nițu , antagonist
- Ilinca Goia – Beatrice Luca, co-protagonista
- Clara Vodă – Stela
- Cristi Hogas – Teofil Stamate
- Dorian Boguta – George, antagonist
- Ilinca Manolache – Corina, co-protagonista

## Film
În vara lui 2006 a fost produs și un film cu același nume.

## Difuzare
Telenovela a avut succes si in alte state atat europene printre care se pot aminti Bosnia și Muntenegru dar și în țări din Comunitatea Statelor Independente, cum ar fi Republica Moldova, Tadjikistan, Turkmenistan, Kazahstan, Kargazstan și/sau Azerbaidjan.

## Tema muzicală
Tema muzicală se numește "Lacrimi de Iubire" ,iar la final se cântă "Doar Tu" ,ambele piese sunt cântate de Adela Popescu, de pe albumul Lacrimi de iubire.